# سوزان
سوزان (بالفارسية: سوسن) هي موسيقية ومغنية إيرانية، ولدت في 1942 في قصر شيرين في إيران، وتوفيت في 3 مايو 2004 في لوس أنجلوس في الولايات المتحدة.